# Niemand weiss davon
Niemand weiss davon (Originaltitel: Pilules Bleues) ist ein französisches Filmdrama von Jean-Philippe Amar aus dem Jahr 2014. Es beschreibt die Beziehung zwischen einem talentierten Zeichner und seiner Jugendliebe, die das HI-Virus trägt. Es handelt sich um eine Literaturverfilmung der Graphic Novel Pilules Bleues (deutsch Blaue Pillen) von Frederik Peeters.

## Handlung
Jean-Baptiste, von seinen Freunden kurz JB genannt, und sein bester Kumpel Guy sind zwei talentierte, aber recht erfolglose Zeichner, die von einem Leben als Comicautoren träumen, aber auf einen bürgerlichen Job angewiesen sind, um ihren Lebensunterhalt zu bestreiten. Ihre Comics verkaufen sich nur schleppend und so sagt Guy direkt zu, als sie zu einem Festival der Verlegerin Alexia eingeladen werden. Auf deren Silvesterparty soll sich ein Kollektiv gründen, mit dem man gemeinsam den Durchbruch schaffen will. JB geht nur widerwillig mit, trifft aber dort unvermittelt auf Laura, eine Bekannte, die er schon viele Jahre nicht mehr gesehen hat. Sie sitzt abseits der Party auf einer Couch und die beiden kommen ins Gespräch. JB verliebt sich in Laura und kurz darauf gehen die beiden eine Beziehung ein. Wenige Tage später konfrontiert Laura ihn damit, dass sie und ihr Sohn Oscar HIV-positiv sind. Laura hat sich von ihrem Partner getrennt und lebt in Scheidung, so dass der sechsjährige ohne seinen Vater aufwachsen muss. Außerdem ist sie ständig in Sorge um ihn – Oscar darf beispielsweise nicht mit anderen Kindern herumtollen oder auf einen Kindergeburtstag gehen. Zu groß ist ihre Sorge, dass er ein anderes Kind anstecken könnte. JB ist zunächst über das Geständnis schockiert, will dennoch an der Beziehung festhalten. Als beim Geschlechtsverkehr ein Kondom reißt, gehen Laura und er gemeinsam zu ihrem Doktor, Monsieur Fremont. Er klärt JB über Lauras Infektion auf und unterweist ihn, welche Vorsichtsmaßnahmen er ergreifen soll. JB verarbeitet seine Erfahrungen mit Laura in seinen Comics, was ihm einen immer größer werdenden Erfolg beschert und das Interesse von Alexia auf ihn zieht. Seine Freundschaft zu Guy, dem er von Lauras Infektion erzählt, leidet darunter. Die beiden sehen sich immer seltener. Seine Eltern sind zunächst geschockt, als sie von Lauras und insbesondere von Oscars Schicksal hören. Sie sind verzweifelt, weil sie dem kleinen Jungen nicht helfen können und auch JB quält sich mit Selbstvorwürfen. Dennoch wünscht sich Laura von JB ein Kind. Sie beginnt eine Therapie – bei der sie unter anderem auch blaue Tabletten zu sich nehmen muss – und wird schwanger. Die Ungewissheit, ob das Ungeborene den Virus übertragen bekommt, belastet die Beziehung zusätzlich, doch kurz nach der Geburt erfahren sie, dass die kleine Tochter gesund ist. Oscar hingegen realisiert, dass er nicht nur der Stiefsohn von JB ist, sondern auch das HI-Virus in sich trägt. JB verarbeitet auch diese Erlebnisse in einem Comic, mit dem er schlussendlich den Durchbruch schafft.
Zehn Jahre später ist Oscar zu einem Teenager herangewachsen. Zwar hat er eine Freundin, doch diese kann nicht verstehen, warum er auf einem Kondom besteht. Sie glaubt, dass er sie für ein leichtes Mädchen hält und verlässt wutentbrannt die Wohnung. JB, der inzwischen mit Laura und der gemeinsamen Tochter in die Wohnung zurückgekehrt ist, geht auf Oscar zu und will ihm helfen. Er ermutigt ihn, seiner Freundin von seiner Infektion zu erzählen. Oscar schreibt daraufhin eine SMS an sie. In der letzten Szene hört man, dass er eine Antwort erhalten hat. Er schaut lächelnd aus dem Fenster hinaus.

## Kritik und Auszeichnung
Die Zeitschrift TV Spielfilm fällt nur ein durchschnittliches Urteil über den Film. Sie kritisiert, dass ein brisantes Thema „etwas reißbretthaft“ und zunächst spröde vermittelt werde. Erst am Ende des Films werde man „mit den Figuren warm“. Die TV Movie befindet, dass der Film „trotz des ernsten Themas optimistisch“ sei.